# Marianowo (powiat poznański)
Marianowo – zniesiona osada leśna w Polsce, położona w województwie wielkopolskim, w powiecie poznańskim, gminie Suchy Las.
Nazwę zniesiono z 2025 r.